# إيفرلي
إيفرلي (بالإنجليزية: Everly )‏ هو فيلم أكشن إثارة أمريكي من إخراج جو لونش وبطولة سلمى حايك، أكي كوتابي، لورا سيبيدا، توغو ايغاوا، غابرييلا رايت وكارولين تشيكيزي، صدر الفيلم في الولايات المتحدة في 27 فبراير 2015.